# یاسوجی میازاکی
یاسوجی میازاکی (به انگلیسی: Yasuji Miyazaki) (زادهٔ ۱۵ اکتبر ۱۹۱۶) شناگر اهل ژاپن است.